# St. Dionysius (Kelkheim-Münster)

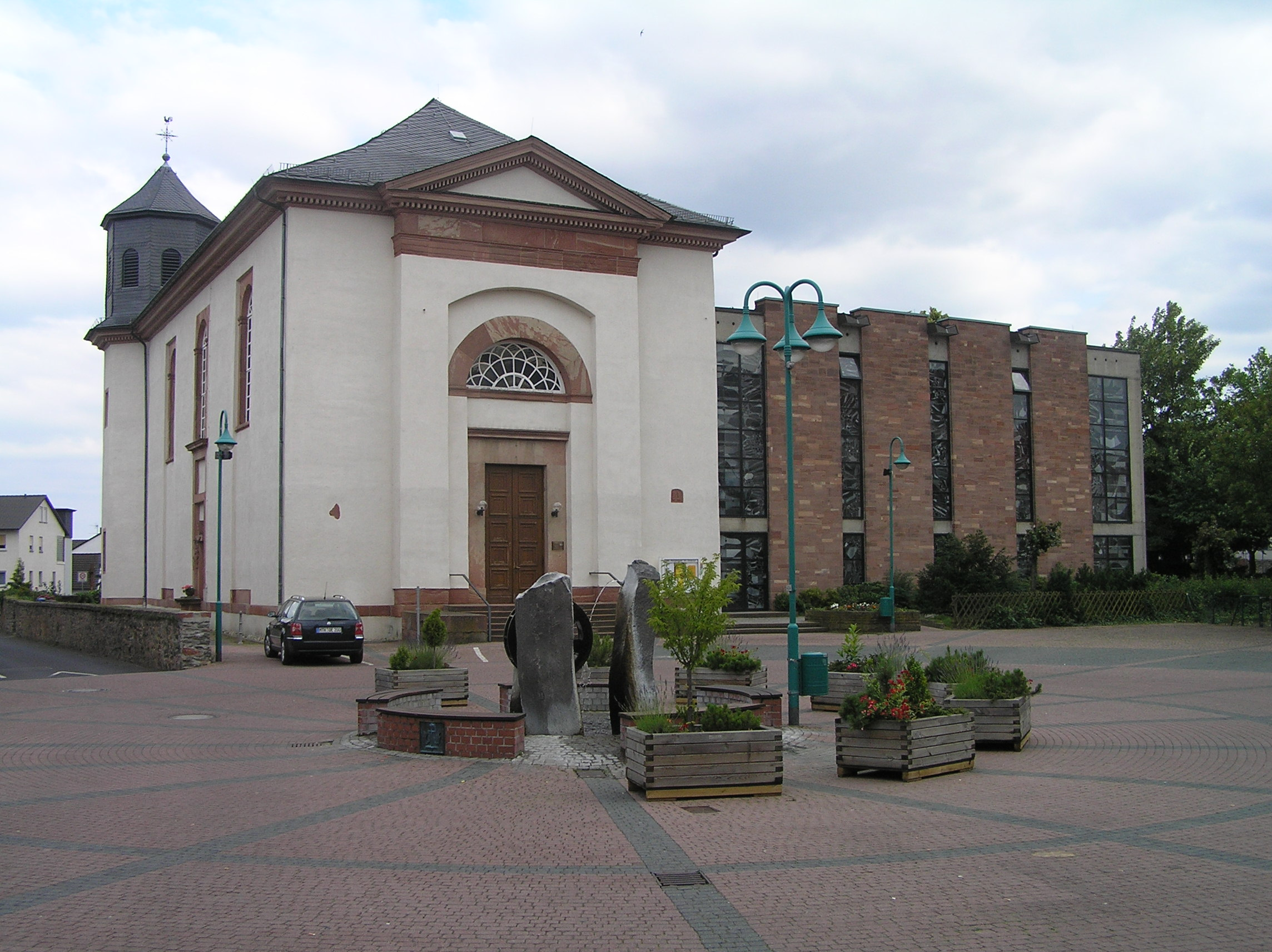
Portal der Kirche St. Dionysius

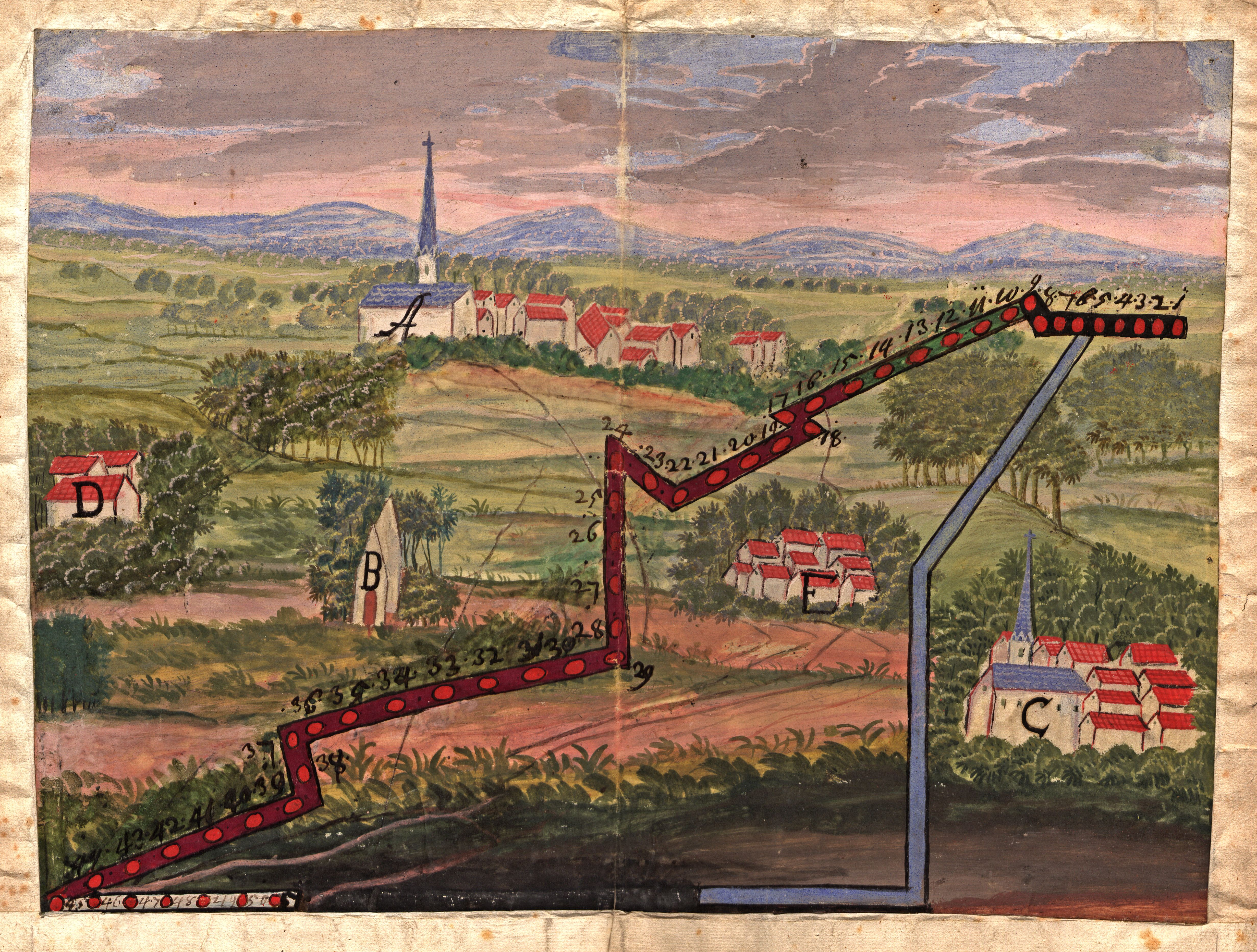
Kelkheim und Umgebung im Jahre 1706: A: Kirche der heiligen Aldegundis in Münster; D: Hof Hausen vor der Sonne; B: Kirche im Flurstück „Altkirch“

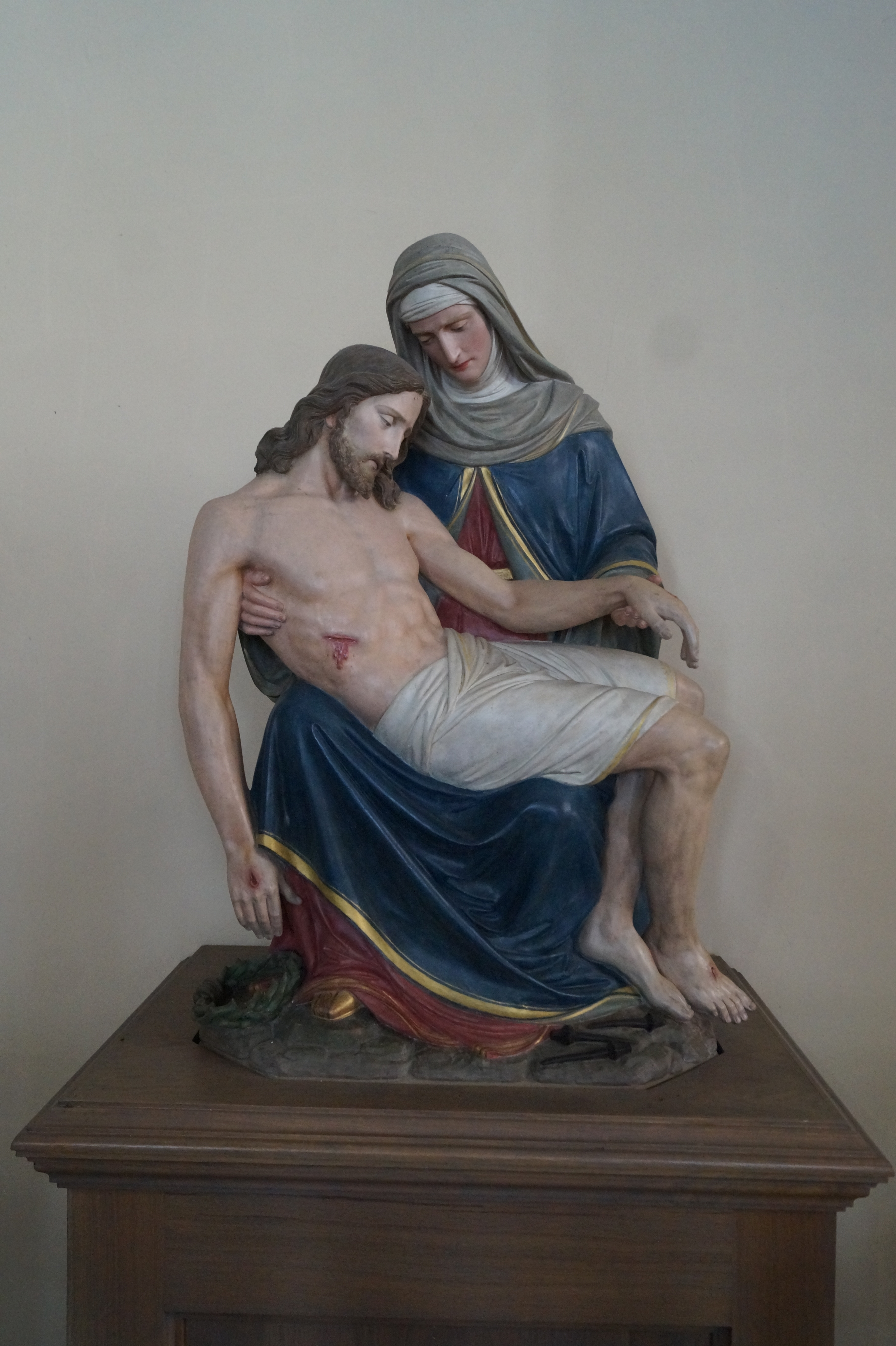
Neugotische Pietà (Anfang 20. Jahrhundert)

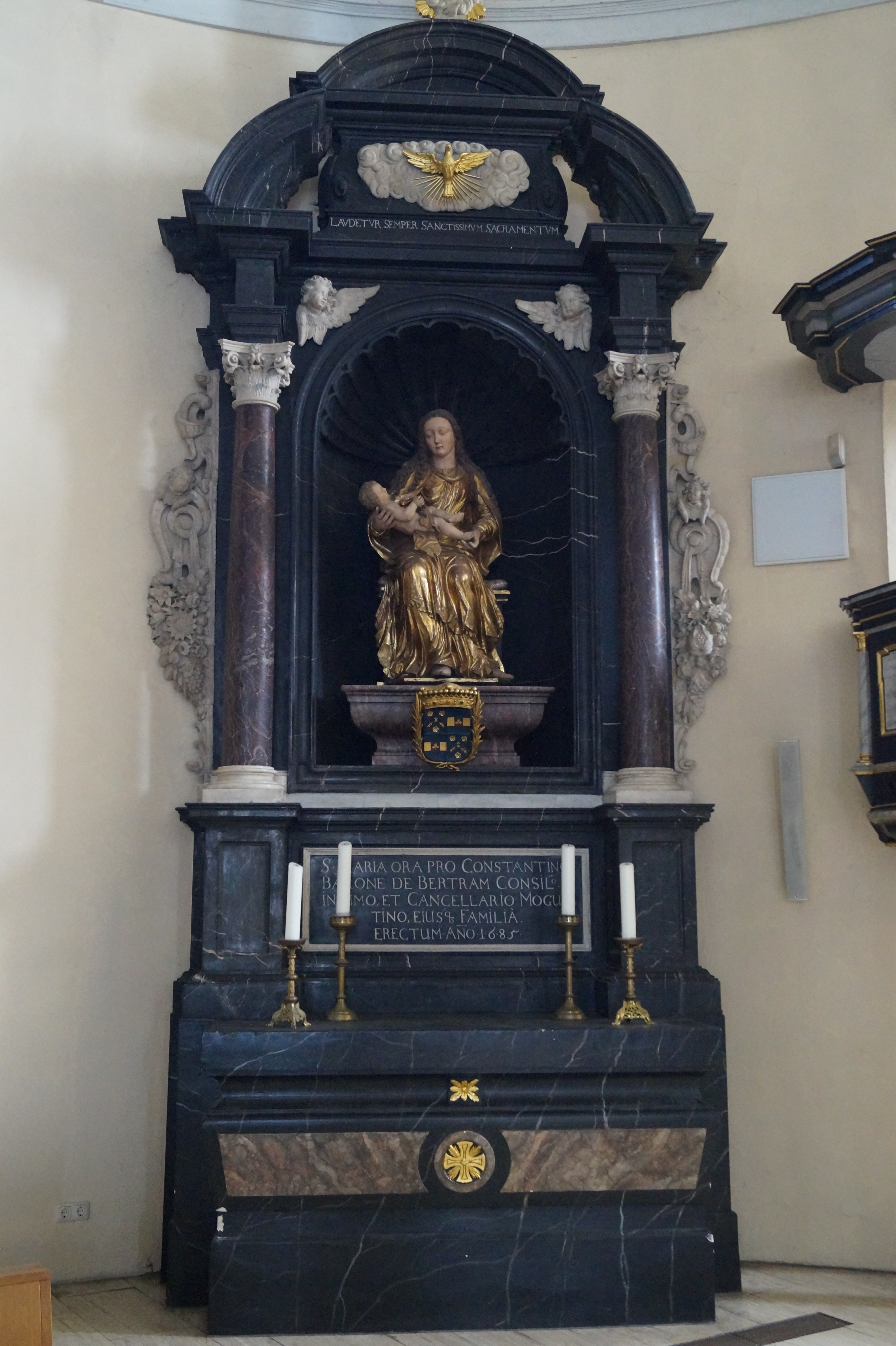
Sakramentsaltar von 1685

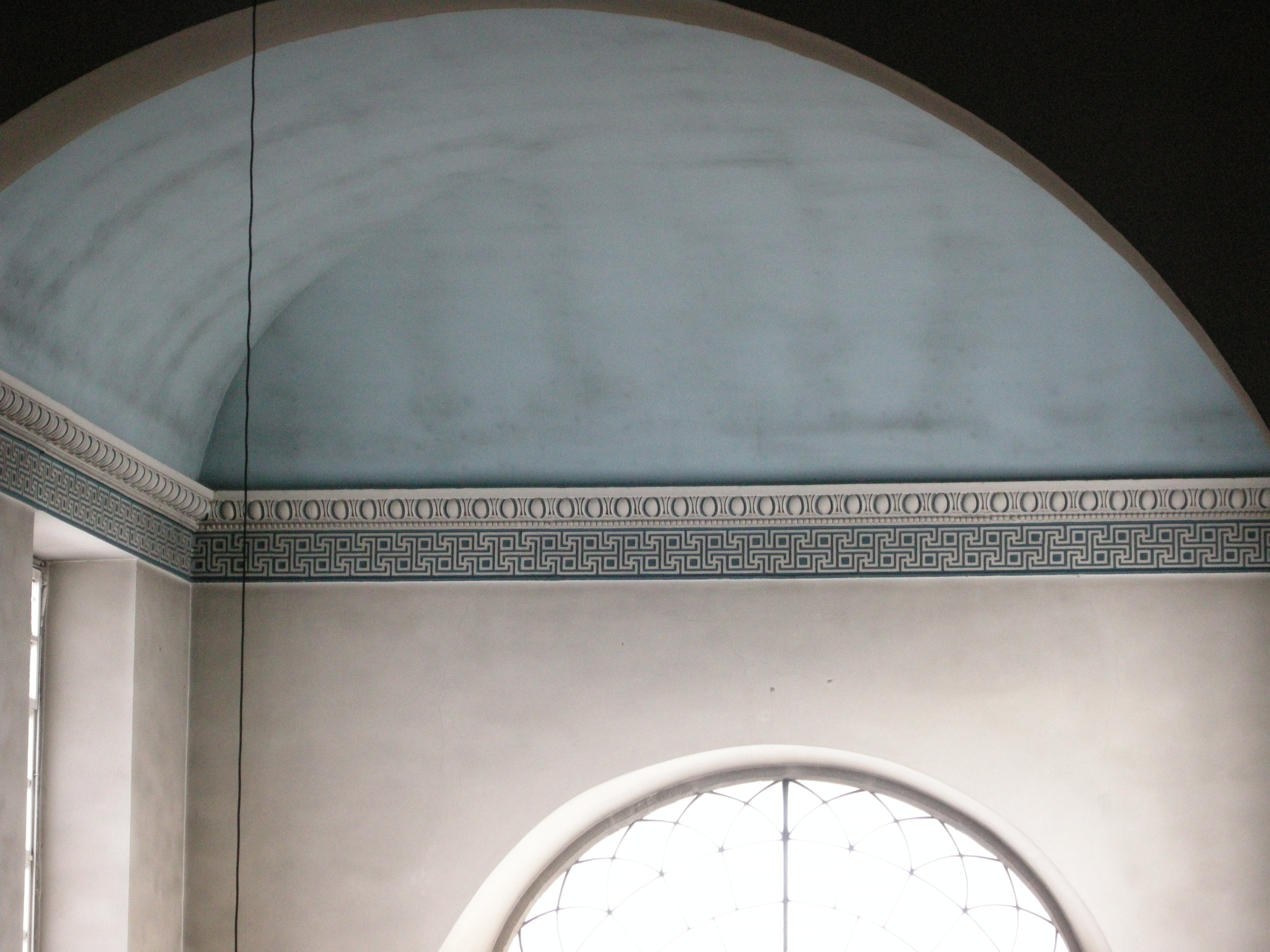
Zierleiste mit Doppelmäander und Eierstab im Chor

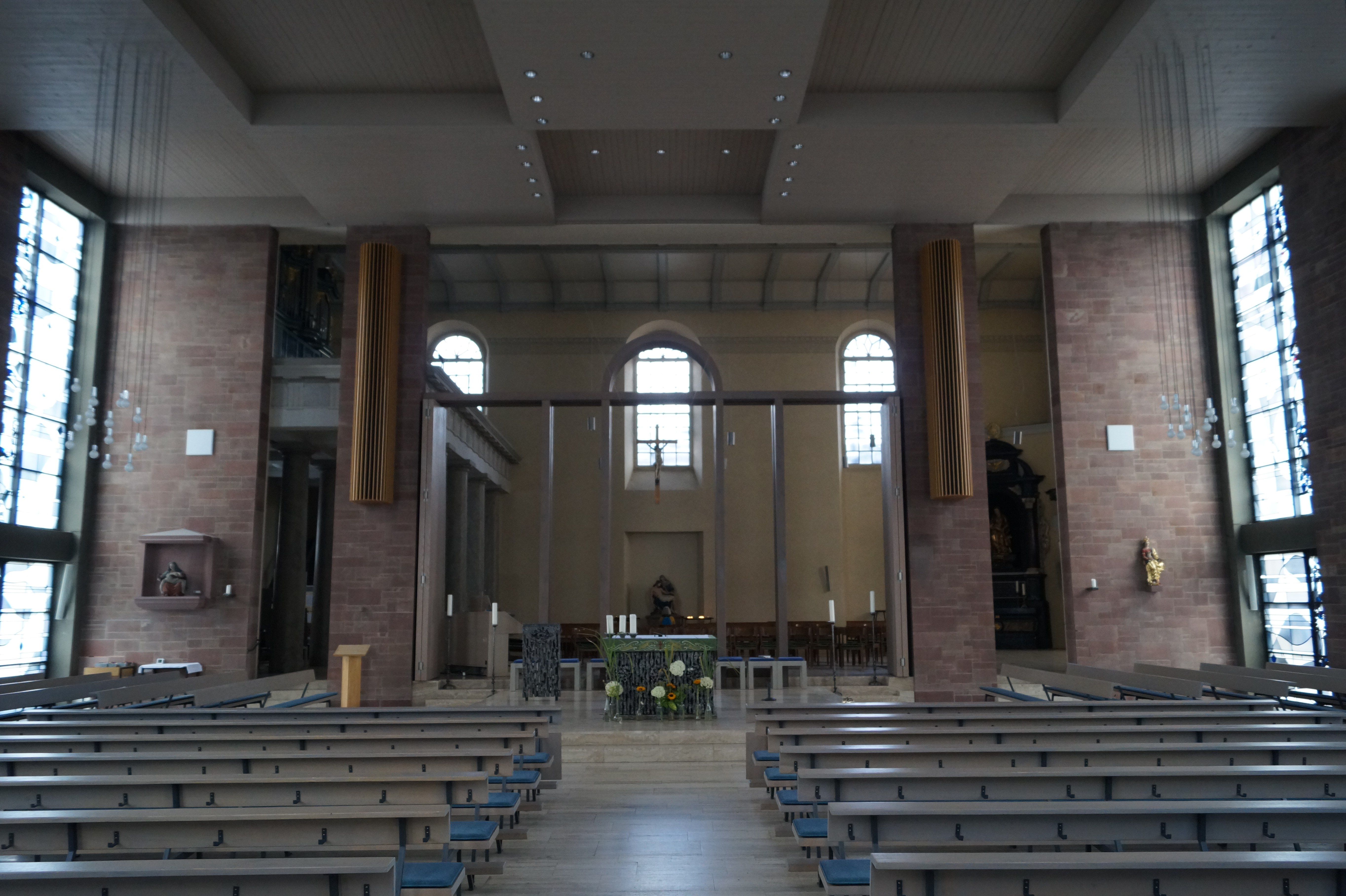
Moderner Anbau mit Altarinsel

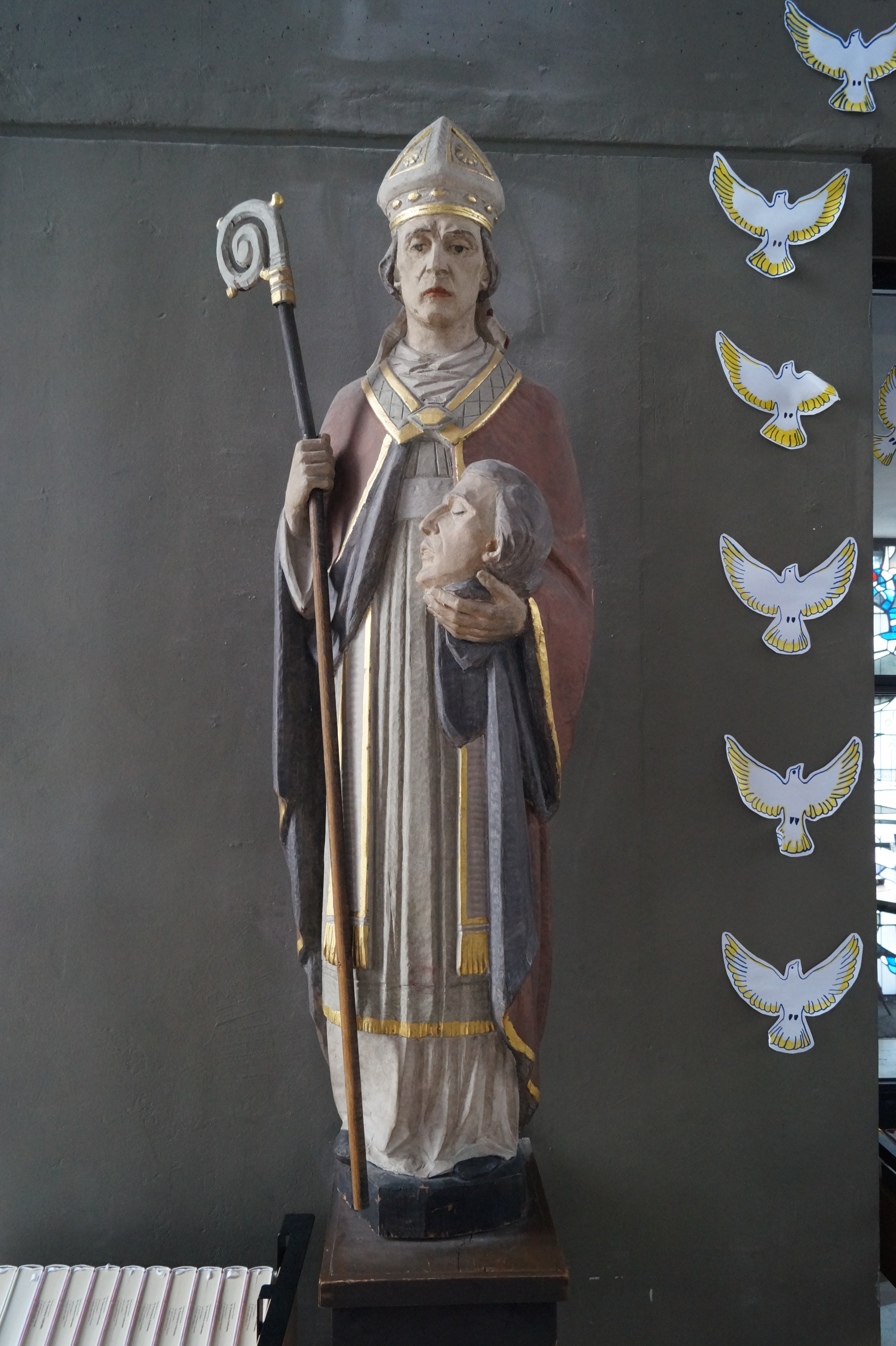
Statue des heiligen Dionysius (1948)

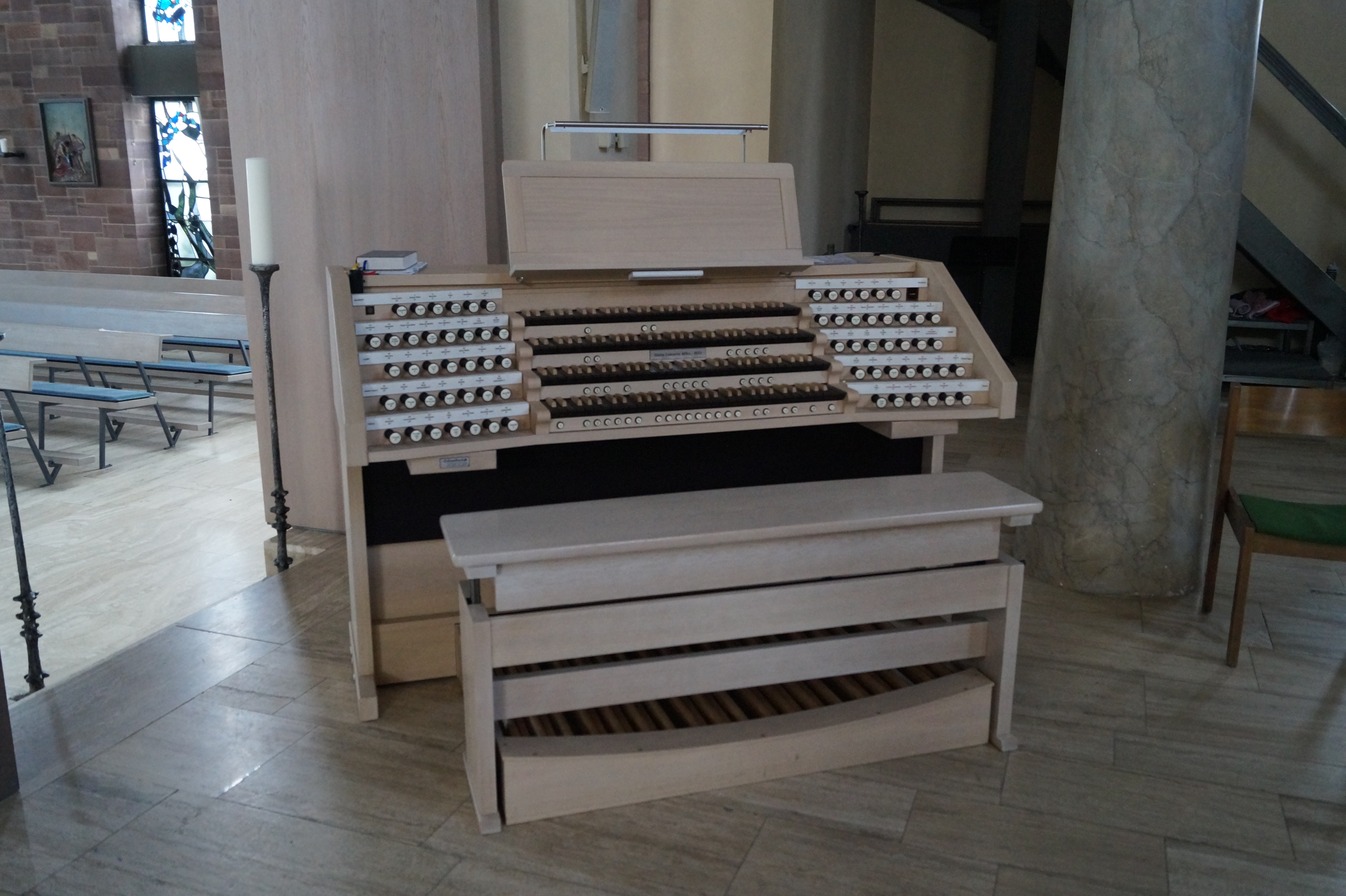
Digitale Orgel

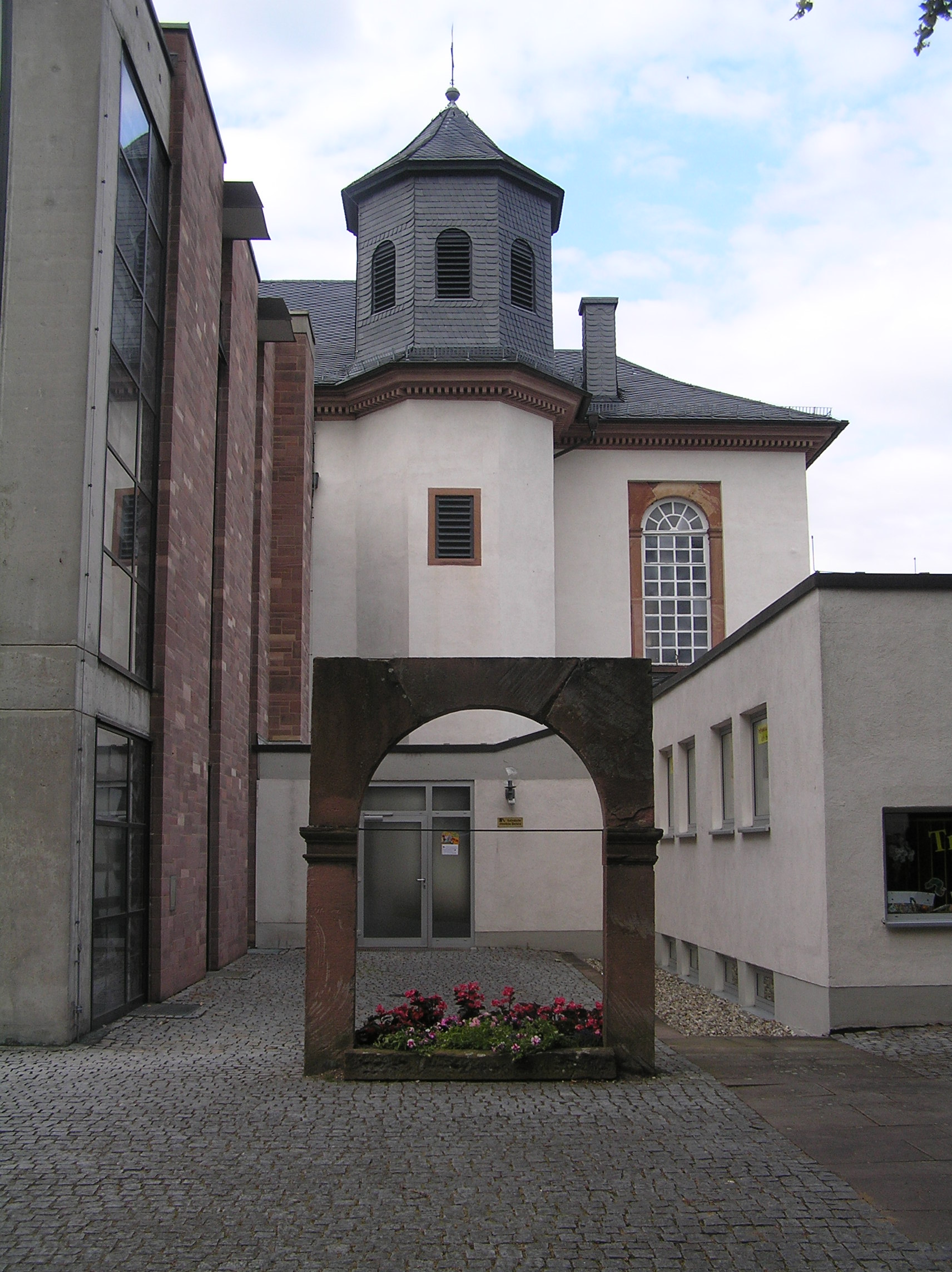
Sandsteinrahmung eines Fensters. Im Hintergrund sieht man den südwestlichen Turm der Kirche

Die Kirche St. Dionysius in Kelkheim-Münster war der erste klassizistische Kirchenbau im Herzogtum Nassau. Die römisch-katholische Kirche trägt das Patrozinium des heiligen Dionysius von Paris. Sie ist nach § 2 Absatz 1 des Hessischen Denkmalschutzgesetz als Kulturdenkmal mit der Nummer 46376 eingetragen.

## Geschichte
Der Erzbischof des Bistums Mainz Willigis gründete um 990 das Stift St. Stephan in Mainz. 994 erwirkte Willigis bei König Otto III. reiche Schenkungen an das Stift, hierunter befand sich auch die Pfarrei Münster, die zunächst Münsterliederbach genannt wurde. Hier stand zu dieser Zeit wahrscheinlich schon eine Holzkirche im Flurstück „Altkirch“. Es handelte sich vermutlich um eine fränkische Eigenkirche, die sich später im Besitz der Herren von Fleming vom Hof Hausen vor der Sonne befand und etwa 500 m südlich beim heutigen Friedhof von Kelkheim-Münster stand. Später wurde an der Stelle der Holzkirche ein Kirchenbau aus Stein errichtet, der 1373 mit einem Marienaltar ausgestattet wurde. Während des Dreißigjährigen Kriegs wurde die Kirche zerstört, aber später wieder aufgebaut.
1651 errichtete man an der Stelle der heutigen Kirche eine Saalkirche mit kleinem spitzem Glockenturm und weihte sie der heiligen Aldegundis. 1710 wurde der Dionysius-Altar in der Kirche errichtet. Die Pfarrei Münster beantragte 1766 einen Neubau für die in die Jahre gekommenen und für die angewachsene Gemeinde zu kleine Kirche. Bereits 1792 gab es einen ersten Entwurf für die neue Kirche. Die Genehmigung zog sich jedoch hin und so musste die baufällige Kirche 1798 geschlossen werden. Der Gottesdienst fand nun im gegenüberliegenden Schulgebäude, das heute als „Altes Rathaus“ bezeichnet wird, statt. Während der Säkularisation änderte sich 1803 auch die zuständige Behörde von Kurmainz zu Nassau-Usingen. Nicht zuletzt durch den Einsatz des Pfarrers Georg Friedrich Glaß wurde 1804 der Neubau schließlich genehmigt und die alte St.-Adelgunden-Kirche abgerissen. 1806 änderte sich die Zuständigkeit erneut zugunsten des Herzogtums Nassau. Die nassauische Verwaltung in Wiesbaden beauftragte schließlich 1808 den nassauischen Bauinspektor und Architekten Christian Zais mit der Planung eines klassizistischen Kirchenbaus. Nach seinen Plänen wurde zwischen 1809 und 1811 die heutige Kirche errichtet und am 8. September 1811 von Weihbischof Joseph Hieronymus Karl Kolborn dem heiligen Dionysius geweiht. Da die Pfarrei kaum über Geldmittel verfügte erhielt man 1811 von Fürst Friedrich August von Nassau die Erlaubnis verschiedene Kunstgegenstände aus dem aufgelösten Kloster Eberbach mit eigenen Fuhrwerken abzuholen. Die einzigen Gegenstände aus dem Vorgängerbau waren ein schmiedeeiserner Osterleuchter aus der ersten Hälfte des 17. Jahrhunderts und ein kleiner Taufstein aus Sandstein aus dem Jahre 1723.
Während des Zweiten Weltkriegs stürzte in der Nacht vom 20. zum 21. September 1942 die Decke des Chorraumes infolge eines Bombenangriffes ein. Hierbei wurde der Hauptaltar, die Muttergottesstatue, der Tabernakel und die Bänke zerstört. Die Schäden wurden beseitigt und ein neuer Hauptaltar gekauft. 1957 wurde die Kirche umfangreich renoviert.
Mitte des 20. Jahrhunderts war die Kirche St. Dionysius für die stark angewachsene Gemeinde zu klein und so wurde sie 1969/70 nach den Plänen des Wiesbadener Architekten Paul Johannbroer erweitert und im September 1971 geweiht. Das Langhaus der ursprünglichen Kirche diente nun als Altarraum, der nun nach Norden ausgerichtet war. Am 8. September 1994 feierte die Pfarrei St. Dionysius ihr 1000-jähriges Bestehen. 2008 wurde der Altar in den Anbau auf eine mittlere „Altarinsel“ verlagert. Bei der Renovierung 2010/11 trennte man die beiden Bauteile wieder räumlich und konnte so den ursprünglichen Raumeindruck des klassizistischen Baus wiedererlangen.

## Beschreibung
Der ursprüngliche klassizistische Bau war eine Saalkirche von etwa 15 m Breite und 30 m Länge mit einem etwa 10 m breiten und 10 m langen Chor. Der Chor war wie beim Vorgängerbau nach Osten ausgerichtet. Am Übergang vom Kirchenschiff zum Chor wurden zu beiden Seiten jeweils ein achteckiger, niedriger Turm mit einem Durchmesser von etwa 5 m und einem flachen Zeltdach angebaut. Die Kirche ist mit einem flachen Mansarddach mit Fußwalm gedeckt. Unterhalb des Daches gibt es ein umlaufendes Gesims aus rotem Sandstein mit Zahnschnitt. Das Hauptportal befindet sich im Westen und ist durch eine breite Sandsteinrahmung und einem großen halbrunden Oberlicht hervorgehoben. Dies wird durch eine weitere, hervorspringende breite Rahmung, die von einem Faszien-Architrav und Giebel mit Giebelsims aus rotem Sandstein bekrönt ist, verstärkt. In die Wand wurden Teile von zwei Grabsteinen eingemauert. An der Nordseite gibt es drei große Bogenfenster. Unterhalb des mittleren Fensters gab es ursprünglich einen Seiteneingang, der jedoch 1970 zugemauert wurde. In der Rahmung steht heute das Friedhofskreuz von 1832 von dem Friedhof, der den Vorgängerbau umgab. Auch an der Südseite gab es ursprünglich drei Fenster und einen Seiteneingang, die jedoch bei der Errichtung des Anbaus entfernt wurden. Die Sandsteinrahmung eines Fensters ist heute östlich des Anbaus aufgestellt. Der Anbau aus rotem Sandstein und Beton mit bodentiefen Fenstern misst etwa 20 × 21 m und hat im Süden einen kleinen Windfang von etwa 7 × 3 m.
Nach dem Betreten des Westportals befinden sich zu beiden Seiten Holztreppen, die zur Empore führen. Die Empore wird von 2 × 4 dorischen Säulen getragen. Weitere antike Stilelemente sind an der Fassade der Empore ein Architrav mit Triglyphenfries und Guttae an Regulae und Mutuli. Auch die knapp unter der Decke umlaufende Zierleiste mit Doppelmäander und Eierstab leitet sich von antiken Vorbildern ab.
Links unter der Empore steht ein hölzerner Beichtstuhl. In der nächsten Nische unter dem mittleren Fenster befindet sich eine neugotische Pietà aus Terrakotta. Sie stammt aus der Trierer Manufaktur Anstalt für kirchliche Kunst des Bildhauers Carl Walter und wurde 1924 im Kunsthandel angekauft. Sie wurde mittels Matrize ausgeformt und war ursprünglich bemalt wurde aber später grau übermalt. 2011 wurde sie restauriert und die Originalfarben wieder freigelegt.
Links neben der Kanzel steht ein schwarzer Sakramentsaltar mit Elementen aus weißem Marmor. Er stammt aus dem Jahre 1685 und stand ursprünglich in einem Seitenaltar der Kirche des Klosters Eberbach. Er zeigt die sitzende Maria mit dem Jesus-Kind. Darunter sieht man das Wappen der Herren von Bertram. Die Inschrift darüber lautet: LAUDETUR SEMPER SANCTISSIMUM SACRAMENTUM (Sie werde immer gepriesen im Allerheiligsten Sakrament) und die darunter: S. MARIA ORA PRO CONSTANTINO BARONE DE BERTRAM, CONSILO INTIMO, ET CANCELLARIO MOGUNTINO EIUS FAMILIA. ERECTUM ANO 1685 (Heilige Maria, bete für Konstantino Baron von Bertram, der Geheime Rat und Mainzer Kanzler und seine Familie. Errichtet 1685). Die Kanzel aus dem 18. Jahrhundert wurde 1819 in Usingen angekauft und stammte aus der profanierten Hugenottenkirche.
Gegenüber steht ein zweiter Altar aus dem Kloster Eberbach, der dem linken sehr ähnlich sieht. Er zeigt eine stehende Statue des Apostel Johannes. Die Inschrift lautet: LAUDETUR SEMPER SANCTISSIMUM SACRAMENTUM. IN CUIUS HONORE PRAESENS ALTARE ERECTUM EST SUB RMO DMO (reverendissimo domino) D. MICHAELE ABBATE. 1710 (Er werde immer gepriesen im Allerheiligsten Sakrament. Ihm wurde dieser Altar errichtet unter dem hochwürdigen Herr Abt Michael) Nach dieser Inschrift wurde der Sakramentsaltar von dem Abt von Kloster Eberbach Michael Schnock im Jahre 1710 errichtet. Die hebräische Inschrift über dem Standbild in dem goldenen Dreieck in der Wolke bedeutet Jahweh (hebräisch יהוה), also der Eigenname des Gottes Israels im Tanach.
Die Kreuzigungsgruppe mit Maria und dem Apostel Johannes in der Mitte des Chorraumes stammt ebenfalls aus dem Kloster Eberbach. Davor steht der nach dem Krieg neu angeschaffte Tabernakel aus dem Jahre 1941. Auch die beiden Statuen links der Heiligen Barbara und rechts der Heiligen Katharina standen ursprünglich in Eberbach. Sie wurden 1779 von dem Mainzer Bildhauer Johann Sebastian Barnabas Pfaff geschaffen. Die vier mit Engelsköpfen verzierte Kirchenbänke aus Eichenholz wurden 1813 aus dem ehemaligen Kapuzinerkloster in Königstein erworben. Zwei haben an ihren Enden jeweils einen Pinienzapfen als Symbole der Auferstehung und der Unsterblichkeit.
Im neuen Anbau wurden Altartisch, Ambo, Leuchter und Standkreuz von dem Hattersheimer Künstler Jupp Jost entworfen und in der Kunstgießerei Buderus in Hirzenhain in Aluguss hergestellt. Die Fenster stammen von dem deutschen Glasmaler Johannes Beeck. Die barocke Madonna auf der Mondsichel rechts der Altarinsel war ursprünglich an der Außenwand der Wirtschaft „Bei Hannelore“ in Münster angebracht, etwa 70 m südlich der Kirche an der Frankfurter Straße Ecke Hofheimer Straße. Das ebenfalls barocke Missionskreuz aus dem Limburger Dom an der rechten Wand erinnert an die Volksmission im Jahre 1888. Die kleine Pietà links der Altarinsel soll aus der abgebrochenen Kapelle beim Gimbacher Hof stammen. In dieser Nische stand bis zur Renovierung im Jahre 2010 eine katalanische Pietà aus Holz. Sie stammt aus der Zeit um 1550 und wurde 1988 im Kunsthandel angekauft. Da sie unter dem Klima in der Kirche gelitten hatte und eine Erhaltung unter diesen Umständen nicht möglich war, wurde sie im Archiv untergebracht. Daneben gab es zur Ausstellung der lokalen Pietà in der Gemeinde eine breite Zustimmung.
An den Seitenwänden hängen die vierzehn Tafeln eines Kreuzwegs. Am Ausgang des neuen Anbaus steht links die Statue des Heiliger Dionysius und rechts Josef mit dem Jesus-Kind. Sie wurden 1948 von dem Bildhauer Johann Josef Belz aus Schwanheim geschaffen.

### Orgel
Die erste Orgel wurde 1748 von dem Orgelbauer Johann Christian Köhler für evangelische Kirche in Pfungstadt konzipiert. 1825 erhielt die Kirche eine neue Orgel und veräußerte die alte an die Pfarrei Münster. 1960 wurde in das alten Prospekt ein neues Orgelwerk mit 22 Register und 1484 Pfeifen der Firma Conrad Euler eingebaut. Nachdem diese Orgel 2006 stillgelegt wurde verwendete man zunächst ein Elektronium. Seit 2021 verfügt St. Dionysius über eine der größten digitalen Kirchenorgeln Deutschlands. Die Orgel Gloria Concerto 468cc der Firma Kisselbach in Baunatal hat vier Manuale und 68 Register.

### Glocken
Alle Glocken von St. Dionysius sind im nordöstlichen Turm in einem Stahlglockenstuhl aufgehängt. Im Zweiten Weltkrieg wurden alle Glocken von St. Dionysius bis auf die kleinste beschlagnahmt und eingegossen. Die verbliebene Bronzeglocke aus dem Jahre 1921 stammte aus der Werkstatt der Glocken- und Kunstgießerei Rincker in Sinn. Auch die nach dem Krieg neu angeschafften Glocken sind aus Bronze und stammen aus derselben Werkstatt. So kamen 1950 die Glocken Maria und Josef und 1954 Christkönig hinzu.
|             | Glocke 1                                                                             | Glocke 2                                                                             | Glocke 3                                            | Glocke 4                     |
| ----------- | ------------------------------------------------------------------------------------ | ------------------------------------------------------------------------------------ | --------------------------------------------------- | ---------------------------- |
| Name        | Christkönig                                                                          | Maria                                                                                | Josef                                               | -                            |
| Gussjahr    | 1954                                                                                 | 1950                                                                                 | 1950                                                | 1921                         |
| Durchmesser | 1052 mm                                                                              | 842 mm                                                                               | 701 mm                                              | 626 mm                       |
| Gewicht     | 625 kg                                                                               | 315 kg                                                                               | 185 kg                                              | 130 kg                       |
| Schlagton   | ges′+1                                                                               | b′+-0                                                                                | des′-2                                              | es″+4                        |
| Inschrift   | GEWEIHT CHRISTUS DEM KÖNIG: CHRISTUS KÖNIG ALLER WELT FÜHR ALLE IN DEIN HIMMELSZELT. | NACH SCHWERER ZEIT DER GOTTESMUTTER GEWEIHT. MARIA HILFE DER CHRISTEN BITTE FÜR UNS. | ST. JOSEPH ALLE ZEITEN STEH HLFREICH UNS ZU SEITEN. | Münster 1921 / Pfarrer Neeb. |

## Umgebung
Nördlich und südlich der Kirche sind noch Reste der alten Friedhofsmauer erhalten. Östlich gegenüber der Kirche steht an der Straße Am Kirchplatz das alte Pfarrhaus. Es wurde etwas später ebenfalls im klassizistischen Stil erbaut. Rechts vor der Kirche steht eine Pietà aus dem Jahre 1680. Sie wurde auf einer Säule mit Volutenkapitell aus dem Jahre 1971 platziert. Südlich der Kirche ist eine Sandsteinrahmung eines Fensters der klassizistischen Kirche und zwei Kriegerdenkmäler für die Gefallenen des Ersten und Zweiten Weltkriegs aufgestellt.